# Paquirea
Paquirea lanceolata  es la única especie del género monotípico Paquirea de plantas con flores en la familia Asteraceae.

## Taxonomía
Paquirea lanceolata fue descrita por (H.Beltrán & Ferreyra) Panero & S.E.Freire y publicado en Phytoneuron 2013–11: 2. 2013.
Sinonimia
- Chucoa lanceolata (H. Beltrán & Ferreyra) G. Sancho, S.E. Freire & Katinas
- Gochnatia lanceolata H. Beltrán & Ferreyra